# Куриловське сільське поселення (Ромодановський район)
Кури́ловське сільське поселення (рос. Куриловское сельское поселение) — муніципальне утворення у складі Ромодановського району Мордовії, Росія. Адміністративний центр — село Курилово.

## Населення
Населення — 322 особи (2019, 363 у 2010, 508 у 2002).

## Склад
До складу поселення входять такі населені пункти:
| Населений пункт | Населення, осіб (2002) | Населення, осіб (2010) |
| --------------- | ---------------------- | ---------------------- |
| Болтино, село   | 193                    | 165                    |
| Козловка, село  | 72                     | 28                     |
| Курилово, село  | 191                    | 147                    |
| Сабаново, село  | 52                     | 23                     |